# Luce County
Luce County je okres na severovýchodě státu Michigan v USA. K roku 2010 zde žilo 6 631 obyvatel. Správním městem okresu je Newberry. Celková rozloha okresu činí 4 952 km².

## Sousední okresy
| Růžice kompasu |                    |                 |                 | Růžice kompasu |
| Růžice kompasu | Alger County       | Sever           | Chippewa County | Růžice kompasu |
| Růžice kompasu | Alger County       | Luce County     | Chippewa County | Růžice kompasu |
| Růžice kompasu | Alger County       | Jih             | Chippewa County | Růžice kompasu |
| Růžice kompasu | Schoolcraft County | Mackinac County |                 | Růžice kompasu |